# مشاور محلی تروریسم
مشاور محلی تروریسم (انگلیسی: Domestic Terrorism Counsel)یا (DTC) یک پست در بخش ضد تروریسم اداره عدالت امنیت ملی آمریکا (NSD) می‌باشد.

## عملکرد
عملکرد مشاور محلی تروریسم عبارتند از:
- منبع اصلی تماس وکلای دادستان ایالات متحده آمریکا که در امور تروریسم محلی مشغول به کار هستند؛
- اطمینان از هماهنگی مناسب در پرونده‌های تروریسم محلی؛
- نقش کلیدی در تلاش‌های ستادهای وزارت دادگستری ایالات متحده برای شناسایی روند تروریسم محلی و تجزیه و تحلیل شکاف‌ها و پیشرفت‌های قانونی؛
- کمک مستقیم به کمیته اجرایی مبارزه با تروریسم محلی وزارت دادگستری ایالات متحده با ارائه نمایندگان دارای اشراف و بینش در موارد مختلف تروریسم محلی و روند آن در ایالات متحده.

## تاریخچه
ایجاد یک منصب بعنوان مشاور تروریسم محلی توسط جان پی کارلین، معاون دادستان کل و مدیر بخش امنیت ملی ایالات متحده، در مهر ۱۳۹۴ (اکتبر ۲۰۱۵)، طی یک سمینار تروریسم محلی در دانشگاه جورج واشینگتن اعلام شد. کارلین اظهار داشت که با این منصب می‌توان اطمینان حاصل کرد که وزارت دادگستری از اطلاعات مربوط به تروریست‌های محلی و اطلاعاتی که از سراسر کشور دریافت کرده‌است، بهره‌مند شود. وی افزود که برنامه‌ریزی برای پر کردن این منصب انجام شده‌است، اما اسم مشاور را اعلام نکرد.